# Castoroides ohioensis
Castoroides ohioensis fou un rosegador de tres metres de llargada que visqué a Nord-amèrica i s'extingí fa uns 10.000 anys. A causa de la seva mida, és improbable que construís dics. Alguns paleontòlegs pensen que la seva desaparició anà lligada al retrocés del seu biòtop, els grans aiguamolls. En canvi, el seu cosí més petit, que construeix dics i crea el seu medi, no trobà les mateixes dificultats.